# Jan Adriaan van Zuylen van Nijevelt
Jan Adriaan van Zuylen van Nijevelt (født 25. august 1776 i Rotterdam, død 29. marts 1840 i Leeuwarden) var guvernør i Friesland.
Efter sin position som sekretær for Generalgouvernementet for Østfriesland 1806-1807, landdrost i departementet i Drenthe i 1810, Sous-préfet for Rotterdam 1811-1813 og greffier (retslærd) for den Hollandske og Vest-Frisiske Stat (1814-1826) blev Van Zuylen udnævnt til guvernør i Friesland fra 1826 til 1840. et embede, der fra 1850 blev ombenævnt til kongelig kommissær. I 1822 fik han titel af baron, hvorefter han blev optaget i det frisiske ridderskab i 1834.
Han var en broder til diplomat og minister Hugo van Zuylen van Nijevelt og en onkel af politikeren Jacob van Zuylen van Nijevelt. En datter af Baron van Zuylen van Nijevelt fra hans ægteskab med Quirina Catharina Petronella Teding van Berkhout (1789-1866), Adriana Maria van Zuylen van Nyevelt, blev gift i 1847 med Thierry Baron van Brienen af Groote Lindt, en kendt kunstsamler, kammerherre og kong Wilhelm III's rådgiver.